# Bidens buchneri
Bidens buchneri là một loài thực vật có hoa trong họ Cúc. Loài này được (Klatt) Sherff mô tả khoa học đầu tiên năm 1923.